# Андреевка (Верхнеднепровская городская община)
Андре́евка (укр. Андріївка) — село Каменского района Днепропетровской области Украины. Входит в состав Верхнеднепровской городской общины. До 2020 года входил в Водянский сельский совет Верхнеднепровского района.
Код КОАТУУ — 1221083302. Население по переписи 2001 года составляло 443 человека.

## Географическое положение
Село Андреевка находится на одном из истоков реки Домоткань,
в 1,5 км от села Ярок.
Рядом проходит автомобильная дорога Т-0415.

## Религия
Храм в честь апостола Андрея Первозванного.